# Qianfeng
För andra betydelser, se Qianfeng (olika betydelser).
Qianfeng är ett stadsdistrikt i Guang'an i Sichuan-provinsen i sydvästra Kina.